# FK Mladost Doboj Kakanj
FK Mladost Doboj Kakanj, kortweg Mladost, is een Bosnische voetbalclub uit Doboj.
De club werd in 1959 opgericht als opvolger van FK Doboj uit 1956. De club speelde op lager niveau in Joegoslavië. In 2010 won Mladost het regionale kampioenschap in het kanton Zenica-Doboj en kwam in de Druga Liga. In 2013 werd de club kampioen en promoveerde naar de Prva Liga. Daarin werd de club in 2015 kampioen en promoveerde voor het eerst naar het hoogste niveau.
Borac Banja Luka · 
GOŠK Gabela · 
Igman ·
Posušje · 
Radnik Bijeljina · 
Sarajevo · 
Široki Brijeg · 
Sloboda Tuzla ·
Sloga Doboj ·
Velež Mostar ·
Zeljeznicar Sarajevo · 
Zrinjski Mostar ·